# Paterno Calabro
Paterno Calabro – miejscowość i gmina we Włoszech, w regionie Kalabria, w prowincji Cosenza.
Według danych na rok 2004 gminę zamieszkiwały 1383 osoby, 60,1 os./km².